# Basilika Mariä Himmelfahrt (Baracoa)

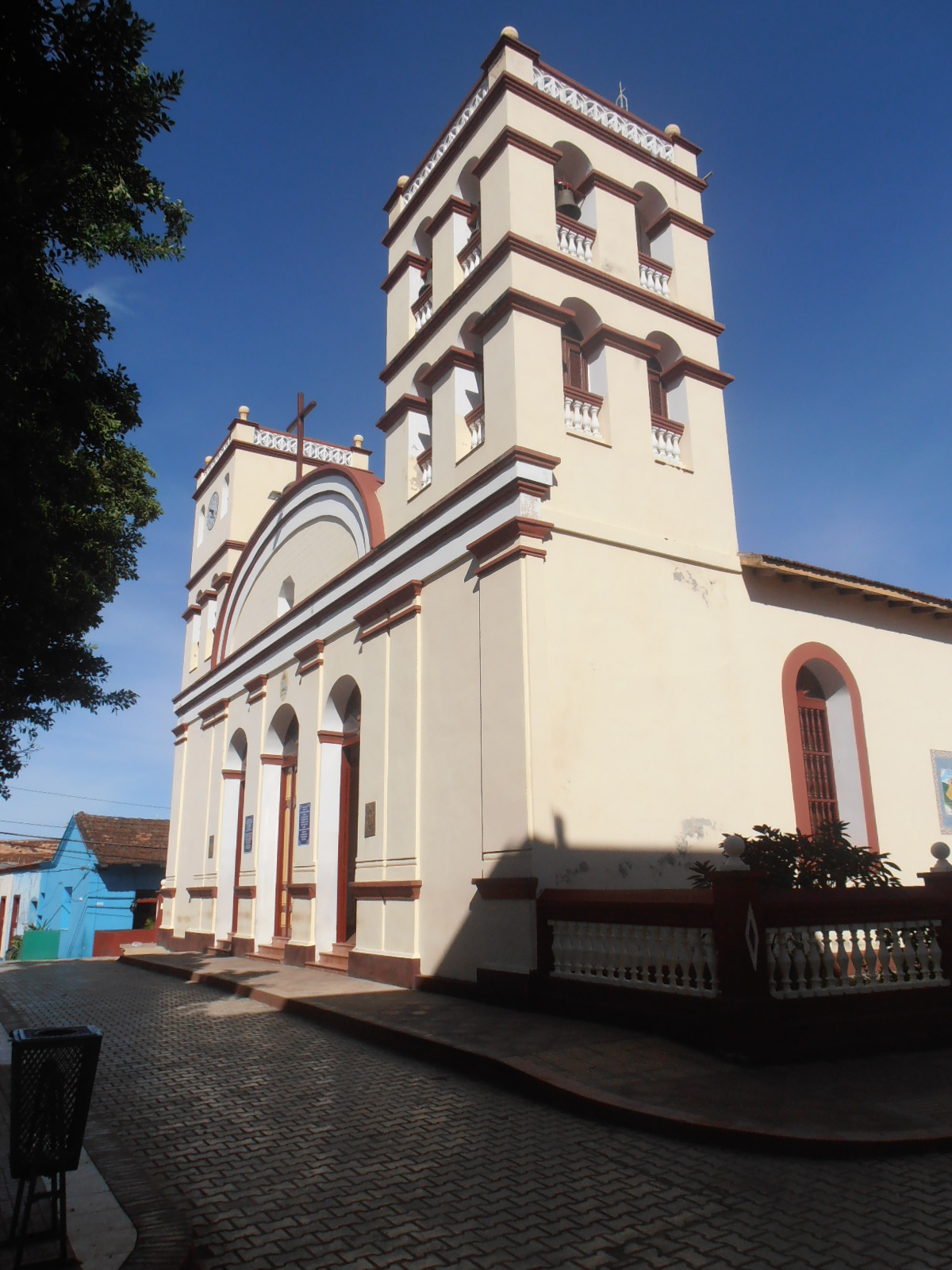
Basilika Mariä Himmelfahrt

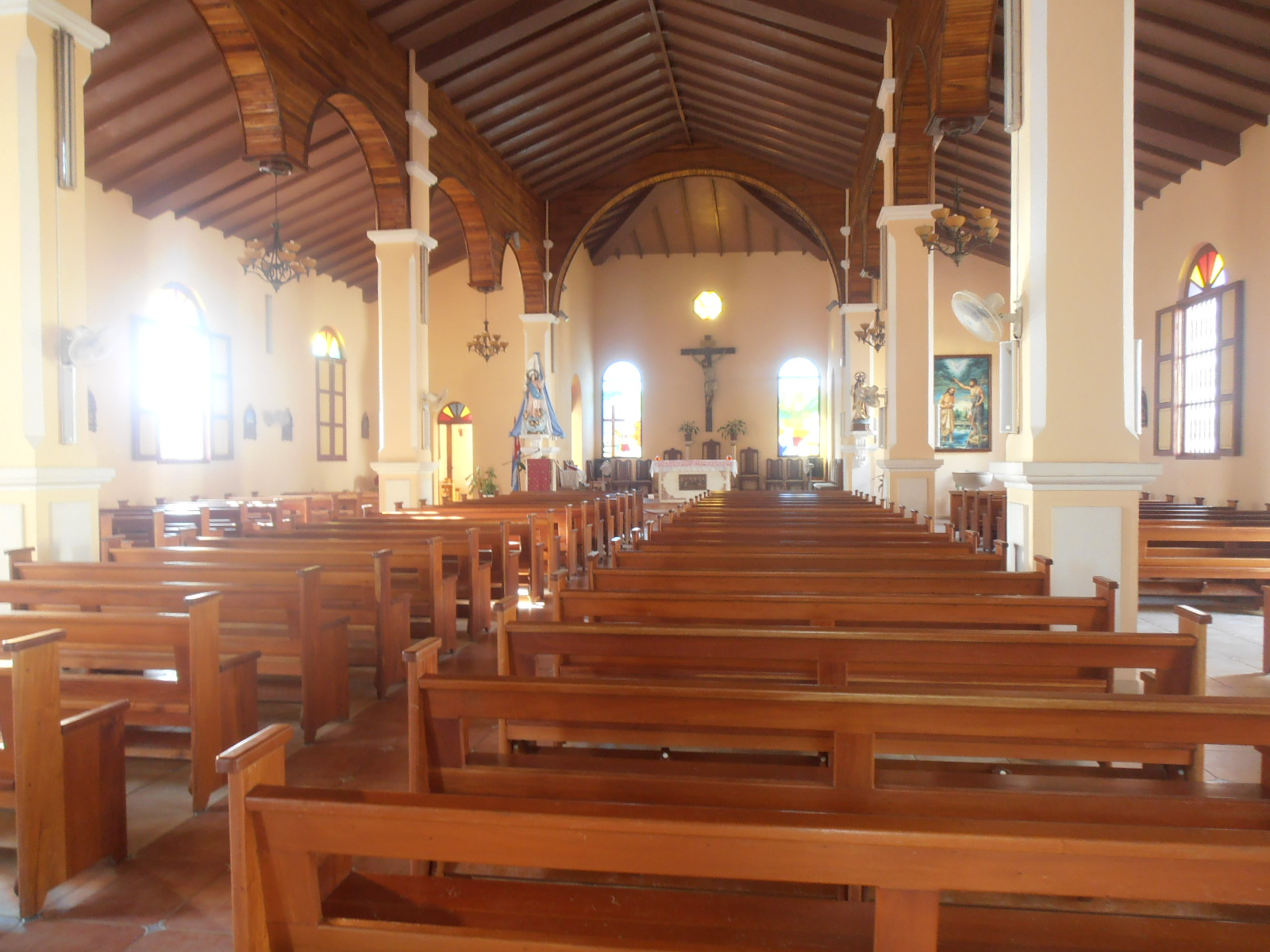
Innenraum der Basilika

Die Basilika Mariä Himmelfahrt ist eine römisch-katholische Kirche in Baracoa, Kuba. Die Konkathedrale des Bistums Guantánamo-Baracoa mit dem Patrozinium Mariä Aufnahme in den Himmel trägt den Titel einer Basilica minor.

## Geschichte
Ein Vorgängerbau wurde 1805 bis 1807 errichtet. 1833 wurde dieser teilweise zerstört und anschließend 1836 bis 1842 neu errichtet. Doch auch dieser Bau war nicht von Bestand und wurde 1886 fast vollständig durch die heutige Kirche ersetzt. Der Portikus wurde 1905 fertiggestellt. 1998 wurde die Pfarrkirche zur Konkathedrale des neu geschaffenen Bistums Guantánamo-Baracoa erhoben. Zu Beginn des 21. Jahrhunderts verschlechterte sich der Zustand der Kirche erheblich, eine umfangreiche Restaurierung erfolgte von 2008 bis 2011. Papst Benedikt XVI. erhob die Kirche 2013 in den Rang einer Basilica minor.
In der Kirche wird das auf Christoph Kolumbus zurückgeführte Cruz de la Parra gezeigt, das älteste christliche Symbol in der Neuen Welt. Hier wurde durch Bartolomé de las Casas die erste Messe auf der Insel gelesen.